# Hydroxyethylmethacrylaat
Hydroxyethylmethacrylaat of HEMA is een organische verbinding met als brutoformule C6H10O3. In zuivere toestand is het een kleurloze vloeistof met een fruitige geur, die mengbaar is met water.

## Synthese
Hydroxyethylmethacrylaat wordt bereid door de reactie van methacrylzuur met etheenoxide, in aanwezigheid van hydrochinon:
{\displaystyle {\ce {H2C=C(CH3)COOH + CH2CH2O -> H2C=C(CH3)CO2CH2CH2OH}}}
Alternatief is de esterificatie van methacrylzuur met overmaat ethyleenglycol:
{\displaystyle {\ce {H2C=C(CH3)COOH + HOCH2CH2OH -> H2C=C(CH3)CO2CH2CH2OH + H2O}}}

## Toepassingen
Hydroxyethylmethacrylaat is het monomeer waarvan het polymeer polyhydroxyethylmethacrylaat (PHEMA) is gemaakt. Dit is een hydrofoob polymeer, maar blootgesteld aan water zal het zwellen door de vrije hydrofiele hydroxylgroepen die het bevat. PHEMA wordt gebruikt bij de productie van hydrogels. Het kan, afhankelijk van de polymeerstructuur, 10% tot 600% water absorberen ten opzichte van het droog gewicht. Door deze eigenschap werd het een van de eerste materialen die gebruikt werden in buigzame contactlenzen.